# Willa di Provenza
Willa di Provenza (873 circa – prima del 924) è stata, prima, in quanto moglie di Rodolfo I, contessa e poi regina consorte di Borgogna Transgiurana e poi, in quanto moglie di Ugo d'Arles, contessa di Vienne.

## Origine
Figlia del re di Provenza Bosone (che fosse la figlia di Bosone è confermato da due documenti dei Recueil des chartes de l'abbaye de Cluny, tomus I, n* 633 e 631 entrambi del 943, in cui il re di Arles, Corrado I, cita il nipote di Willa, Carlo Costantino, definendolo parente) e della sua prima moglie di cui non si conoscono né generalità né ascendenti (l'esistenza di questa moglie è confermata dagli Annales Fuldenses, che affermano che il conte di Provenza, Bosone, avvelenò la (prima) moglie e non (come erroneamente da alcuni viene sostenuto) di Ermengarda d'Italia, figlia dell'imperatore Luigi il Giovane e di Engelberga d'Alsazia.

## Biografia
Tra l'880 e l'885, sposò, in prime nozze, Rodolfo I (859-912), che, in un documento del febbraio 885, l'imperatore, Carlo il Grosso, definisce marchese di territori burgundi, che nell'888, fu proclamato re di Borgogna Transgiurana. Nel documento nº 379, datato 14 giugno 929, dei Recueil des chartes de l'abbaye de Cluny, tomus I la cognata, Adelaide, sorella di Rodolfo I, cita Willa definendola regina.
Nel 912, rimasta vedova si risposò col conte di Vienne e reggente della Provenza Ugo d'Arles, che nel 926, dopo la morte di Willa, fu eletto re d'Italia.
Willa morì, prima del 924, anno in cui il suo secondo marito, Ugo, nel documento della fondazione del monastero di San Pietro, cita la moglie, come già morta.

## Figli
Willa a Rodolfo diede quattro figli:
- Rodolfo II (?- fine del 937), re di Borgogna Transgiurana, re d'Italia e re di Arles
- Ludovico (?- dopo il 929), conte di Turgau
- Willa II di Borgogna (?- dopo il 936), che, nel 912, sposò Bosone d'Arles (885 - † dopo il 936), fratello di Ugo d'Arles, nuovo marito di sua madre.
- Waldrada (?- ?), che, nel 921/3, sposò Bonifacio (?- fine del 953), Conte di Bologna, che nel 945 divenne Marchese e Duca di Spoleto.
- Adelaide di Borgogna

## Ascendenza
|                      |   |          | Genitori |  |  | Nonni           |  |  | Bisnonni          |  |
|                      |   |          |          |  |  | Bivin di Vienne |  |  | Bosone il Vecchio |  |
|                      |   |          |          |  |  | Bivin di Vienne |  |  | Bosone il Vecchio |  |
|                      |   | …        |          |  |  | Bivin di Vienne |  |  |                   |  |
| Bosone I di Provenza |   |          |          |  |  | Bivin di Vienne |  |  |                   |  |
|                      |   | Richilde | …        |  |  |                 |  |  |                   |  |
|                      |   | Richilde | …        |  |  |                 |  |  |                   |  |
|                      |   | Richilde | …        |  |  |                 |  |  |                   |  |
| Willa di Provenza    |   | Richilde |          |  |  |                 |  |  |                   |  |
|                      | … | …        |          |  |  |                 |  |  |                   |  |
|                      | … | …        |          |  |  |                 |  |  |                   |  |
|                      | … | …        |          |  |  |                 |  |  |                   |  |
| …                    | … |          |          |  |  |                 |  |  |                   |  |
|                      |   | …        | …        |  |  |                 |  |  |                   |  |
|                      |   | …        | …        |  |  |                 |  |  |                   |  |
|                      |   | …        | …        |  |  |                 |  |  |                   |  |
|                      |   | …        |          |  |  |                 |  |  |                   |  |

### Fonti primarie
- (LA)  Monumenta Germanica Historica, Scriptores, tomus I.
- (LA)  Rerum Gallicarum et Francicarum Scriptores, tomus IX.
- (LA)  Monumenta Germaniae Historica, Diplomata Regum Germaniae ex Stirpe Karolinorum, tomus II.
- (LA)  Recueil des chartes de l'abbaye de Cluny, tomus I.

### Letteratura storiografica
- René Poupardin, I regni carolingi (840-918), in «Storia del mondo medievale», vol. II, 1999, pp. 583–635
- Louis Halphen, Il regno di Borgogna, in «Storia del mondo medievale», vol. II, 1999, pp. 807–821